# Казачий Гай
Казачий Гай (укр. Козачий Гай) — село,
Майский сельский совет,
Синельниковский район,
Днепропетровская область,
Украина.
Код КОАТУУ — 1224883503. Население по переписи 2001 года составляло 25 человек.

## Географическое положение
Село Казачий Гай находится на расстоянии в 2 км от сёл Новопавлоградское и Водяное.
Рядом проходят автомобильная дорога Т-0416 и
железная дорога, платформа 1017 км в 500 м.